# Lillian Langdon
Lillian Langdon (ur. 25 listopada 1860  – zm. 8 lutego 1943, Santa Monica) – amerykańska aktorka filmów niemych.

## Filmografia
- 1916: Nietolerancja
- 1919: Długonogi tata